# Peromingo (kommunhuvudort)
Peromingo är en kommunhuvudort i Spanien.   Den ligger i provinsen Provincia de Salamanca och regionen Kastilien och Leon, i den centrala delen av landet, 170 km väster om huvudstaden Madrid. Peromingo ligger 792 meter över havet och antalet invånare är 145.
Terrängen runt Peromingo är kuperad åt sydost, men åt nordväst är den platt. Peromingo ligger nere i en dal. Runt Peromingo är det ganska glesbefolkat, med 38 invånare per kvadratkilometer. Närmaste större samhälle är Béjar, 8,6 km söder om Peromingo. Trakten runt Peromingo består i huvudsak av gräsmarker.